# Горњи Маринковац
Горњи Маринковац је насељено место у општини Дубрава, до нове територијалне организације у саставу бивше општине Врбовец, у Загребачкој жупанији, Хрватска.

## Становништво

### Број становника по пописима
| Националност   | 2001. | 1991. | 1981. | 1971. | 1961. | 1953. | 1948. | 1931. | 1921. | 1910. | 1900. | 1890. | 1880. | 1869. | 1857. |
| бр. становника | 157   | 178   | 191   | 228   | 278   | 281   | 288   | 586   | 534   | 647   | 499   | 497   | 390   | 427   | 275   |

- напомене:

Исказује се под именом Горњи Маринковац од 1948. До 1931. садржи податке за бивше насеље Маринковац за које су подаци садржани у насељу Горњи Маринковац.

### Национални састав
| Националност       | 1991.        | 1981.        | 1971.        | 1961.        |
| Хрвати             | 147 (82,58%) | 143 (74,86%) | 156 (68,42%) | 148 (53,23%) |
| Срби               | 2 (1,12%)    | 16 (8,37%)   | 43 (18,85%)  | 52 (18,70%)  |
| Југословени        | 13 (7,30%)   | 14 (7,32%)   | 0            | 0            |
| остали и непознато | 16 (8,98%)   | 18 (9,42%)   | 29 (12,71%)  | 78 (28,05%)  |
| Укупно             | 178          | 191          | 228          | 278          |